# سورگنلوخ
سورگنلوخ (به آلمانی: Sörgenloch) یک شهر در آلمان است که در ماینتس-بینگن واقع شده‌است. سورگنلوخ ۱٬۱۹۴ نفر جمعیت دارد.